# Lancia Ypsilon (2011)
 For alternative betydninger, se Lancia Ypsilon. (Se også artikler, som begynder med Lancia Ypsilon)
Lancia Ypsilon (type 846), i nogle lande kaldet Lancia New Ypsilon, er en minibil fra den italienske bilfabrikant Lancia.
Bilen er efterfølger for den tidligere model med samme navn og blev introduceret på det 81. Geneve Motor Show i marts 2011. Ypsilon kom på det europæiske marked i juni 2011. Sideløbende med den nye Ypsilon bygges den tredørs forgænger fortsat og sælges i nogle europæiske lande.

## Generelt
Med introduktionen af den første generation (dengang kaldet Y10) i forsommeren 1985 grundlagde Lancia segmentet for luksus- og livsstilsminibiler. Efter at alle tidligere Ypsilon-modeller frem til 2011 kun havde fandtes med tre døre, findes den nye Ypsilon (type 846) udelukkende som femdørs. De bageste døre er udstyret med skjulte dørhåndtag for enden af sideruden ligesom på Alfa Romeo 156.
"New Ypsilon" har fået den nye kølergrill med horisontale striber, er designet i Centro Stile Lancia og følger det med Delta III introducerede formsprog.
- Bagfra
- Kabine

Bilen findes i 16 forskellige udvendige farver, herunder fire Bi Colore-lakeringer. Herved er motorhjelmen, taget og spoileransatsen på bagklappen lakeret i en anden farvetone end resten af karrosseriet. Den nye Ypsilon er i forhold til forgængeren blevet tre centimeter længere (3,84 m), en centimeter lavere (1,52 m) og knap to centimeter smallere (1,68 m). Akselafstanden er derimod forblevet uændret.
Ypsilon er forsynet med LED-baglygter samt dagkørelys foran på bilen. Som ekstraudstyr kan bilen leveres med bixenonforlygter med forlygtevaskere. En nyhed er Smart Fuel-systemet, som overflødiggør tankstudsen. Gennem indsættelse eller fjernelse af tankpistolen åbnes hhv. lukkes tanken.
- Lancia Ypsilon med Bi Colore-lakering

### Kabine
Instrumentbrættets indretning svarer til forgængerens. I midten af instrumentbrættet er kombiinstrumentet placeret. Direkte under radioen og betjeningselementerne til varme- og klimaanlægget er gearstangen monteret på midten af midterkonsollen og dermed højere end normalt.
Sæderne kan være betrukket med stof, Mikrofaser Castiglio® eller en stof/læder-kombination. Afhængigt af udstyr og sædeindtræk er også dørbeklædningerne overtrukket med kunstlæder eller naturmateriale. Som noget usædvanligt i denne bilklasse kan en del af instrumentbrættet være overtrukket med tekstil eller kunstlæder. Der kan vælges mellem et bagsæde med to siddepladser som kan klappes frem i forholdet 50:50 eller et trepersoners sæde, som kan klappes frem i forholdet 60:40.

### Udstyr
Også denne lille Lancia kan gennem standard- og ekstraudstyr opnå et for denne bilklasse højt udstyrsniveau. Bl.a. kan der tilvælges klimaautomatik, tågeforlygter, fartpilot, kørecomputer, læderrat med multifunktionstaster, radio med mp3/cd-afspiller, "Blue&Me"-system med stemmestyring, lys- og regnsensor, parkeringssensorer bagtil og diverse 15" og 16" alufælge, nogle også i Bi Colore-udførelse. Derudover findes modellen også med et såkaldt 360° lydsystem med 500 Watt, et navigationssystem "Blue&Me-TomTom2" og en halvautomatisk parkeringsassistent "Magic Parking". Ypsilon kan også fås med et stort glasskydetag "Granluce". Dette skydetag fylder næsten 70 procent af taghimlen og består af to glaspaneler (et fast og et bevægeligt) og to solrullegardiner, som uafhængigt af hinanden kan glide mod bagenden af bilen.
Bilen findes i tre forskellige udstyrsvarianter kaldet Silver, Gold og Platinum.

### Sikkerhed
Lancia Ypsilon er som standard udstyret med seks airbags (front-, side- og gardinairbags til både fører og forsædepassager). ABS med elektronisk bremsekraftfordeling (EBD) samt elektronisk stabilitetsprogram (ESC) med bremseassistent, bjergigangsætningsassistent, ASR og MSR er også standardudstyr i samtlige versioner. Bilen har derudover også nakkestøtter på alle siddepladser (aktive på forsæderne), fastgørelse til autostole (Isofix), sikkerhedspedaler og -ratstamme, brandforebyggelsessystem, udelukkende trepunktssikkerhedsseler (foran med selestrammere, selekraftbegrænsere og akustisk advarselssignal for glemt sikkerhedssele), børnesikring på bagdørene og elektronisk startspærre.

### Teknik og motorer
Undervognen er beslægtet med Fiat 500. Ud over manuel gearkasse fås bilen i kombination med 0,9 TwinAir-motoren også med femtrins automatgear. Denne såkaldte DFN-gearkasse (DFN står for Dolce Far Niente, dansk: Det søde ikke at gøre) er en automatiseret manuel gearkasse, altså en almindelig manuel gearkasse hvor et aggregat betjener koblingen og et andet aggregat skifter gear, styret af en elektronisk styreenhed. Bilen har dermed ingen koblingspedal. Gearkassen forbinder en almindelig manuel gearkasses virkningsgrad med et automatgears fordele.
Alle benzin- og dieselmotorer i Ypsilon er som standard udstyret med start/stop-system og har derudover også gearskifteindikator.

#### Benzinmotorer
| Model                | Cylindre | Ventiler | Slagvolume cm³ | Max. effekt kW (hk) / omdr. | Max. drejningsmoment Nm / omdr. | 0-100 km/t sek. | Topfart km/t | Byggeår |
| -------------------- | -------- | -------- | -------------- | --------------------------- | ------------------------------- | --------------- | ------------ | ------- |
| 1.2 8V               | 4        | 8        | 1242           | 51 (69) / 5500              | 102 / 3000                      | 14,5            | 163          | 2011 −  |
| 0.9 TwinAir Turbo 8V | 2        | 8        | 875            | 63 (85) / 5500              | 145 / 1900                      | 11,9            | 176          | 2011 −  |

Siden salgsstart har Ypsilon fandtes med to forskellige benzinmotorer, 1.2 8V og 0.9 TwinAir Turbo 8V med kun to cylindre. Alle motorer opfylder Euro5-normen. På et senere tidspunkt vil Ypsilon fra fabrikken også kunne leveres med LPG autogas-anlæg.

#### Dieselmotorer
| Model                | Cylindre | Ventiler | Slagvolume cm³ | Max. effekt kW (hk) / omdr. | Max. drejningsmoment Nm / omdr. | 0-100 km/t sek. | Topfart km/t | Byggeår |
| -------------------- | -------- | -------- | -------------- | --------------------------- | ------------------------------- | --------------- | ------------ | ------- |
| 1.3 MultiJet 16v DPF | 4        | 16       | 1248           | 70 (95) / 4000              | 200 / 1500                      | 11,4            | 183          | 2011 −  |

Ved introduktionen kunne Ypsilon ligeledes fås med 1,3 Multijet 16V med 95 hk, som ligeledes opfylder Euro5-normen. Denne motor opnår et kombineret brændstofforbrug på 3,8 liter diesel pr. 100 km (CO2-udslip 99 g/km) under indsats af start/stop-systemet.

## Chrysler Ypsilon (2011−2017)
Siden september 2011 sælges Ypsilon også af Chrysler under navnet Chrysler Ypsilon. Chrysler Ypsilon er bortset fra fælge, lak og emblemer identisk med Lancia Ypsilon. Bilen sælges ud over i de europæiske lande hvor Chrysler fortsat sælges, Storbritannien og Irland, også i Japan.